# 3-hidroxiflavona
3-Hidroxiflavona és un compost químic. És la columna vertebral de tots els flavonols, un tipus de flavonoide. És un compost sintètic, que no es troba de manera natural a les plantes. Serveix com a model molecular amb efecte ESIPT que serveix com a sonda fluorescent en l'estudi de membranes, per exemple o com a proteïna intermembrana. El fenomen també es dona en flavonols naturals.

## Síntesi
La Reacció Algar-Flynn-Oyamada és una reacció química en la qual una calcona experimenta una ciclització oxidativa per formar un flavonol.

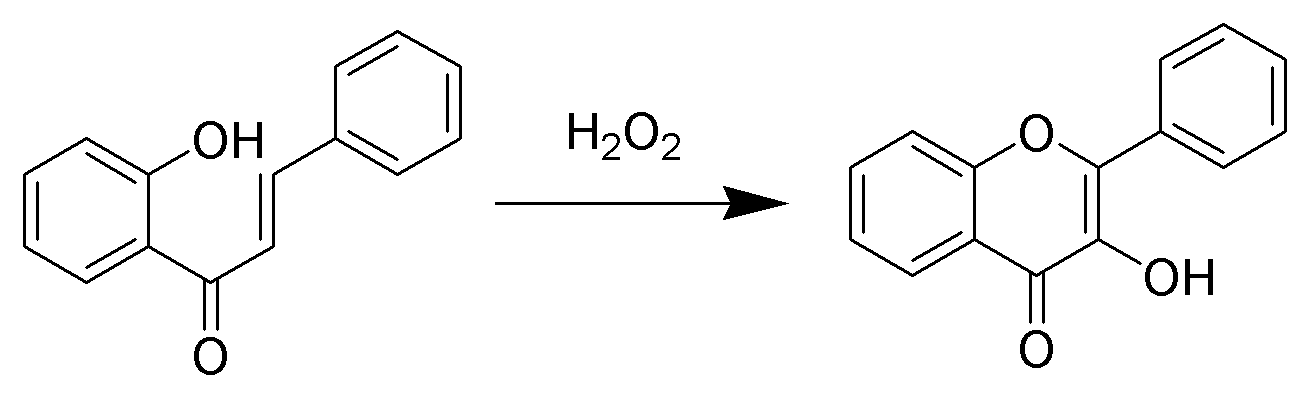
Algar-Flynn-Oyamada reaction